# The Boo Radleys
The Boo Radleys var ett brittiskt indieband som associeras med shoegazing- och britpopvågen. Namnet kommer från en av karaktärerna i boken To Kill a Mockingbird av Harper Lee. Efter bandets första LP, Ichabod and I, uppmärksammades de av John Peel vilket ledde till kontrakt med Rough Trade. EP:n Every Heaven gavs ut, men på grund av Rough Trades ekonomiska problem, tog Creation Records över kontraktet.
1992 gavs albumet Everything's Alright Forever ut och började ge bandet en större publik, men det var inte förrän albumet Giant Steps från 1993 som media uppmärksammade bandet. Blandningen av en Sgt. Pepper-liknande lekfullhet och nyfiken experimentlusta gav utdelning hos kritikerna. Bland andra utnämnde Melody Maker och musikmagasinet Select Giant Steps till 1993 års bästa album i England. Låten "Lazarus" blev en smärre hit i USA, vilket ledde till att The Boo Radleys gjorde en Lolapalooza-turné 1994.
1995 kom det stora genombrottet med albumet Wake Up!. Det gick rakt upp på förstaplatsen på Englands-listan. Den Motowninspirerade låten "Wake Up Boo!" gick upp på Topp 10 och stannade där i nästan ett halvår.
Bandet följde denna framgång med det mer svåråtkomliga C'mon Kids albumet. Inledningsvis gick försäljningen över förväntan, men den dalade snabbt trots överväldigande positiv kritik. Möjligtvis var det ett medvetet beslut bandet tog, genom att ta ett steg tillbaka till råa, distade gitarrer för att slippa bli för mainstream. Kingsize kom i slutet av 1998 och gav det definitiva beskedet på att fanbasen hade minskat. 1999 splittrades bandet.

## Diskografi
Studioalbum
- Ichabod and I (1990)
- Everything's Alright Forever (1992)
- Learning To Walk (1992)
- Giant Steps (1993)
- Wake Up! (1995)
- C'mon Kids (1996)
- Kingsize (1998)

Samlingsalbum
- Learning to Walk (1992)
- Find the Way Out (2005)
- The Best of the Boo Radleys (2007)

Singlar
- "Kaleidoscope" (1991)
- "Does This Hurt" / "Boo! Forever" (1992)
- "Lazarus" (1992)
- "I Hang Suspended" (1993)
- "Wish I Was Skinny" (1993)
- "Barney (...And Me)" (1994)
- "Lazarus" (re-release) (1994)
- "Wake Up Boo!" (1994)
- "Find The Answer Within" (1995)
- "It's Lulu" (1995)
- "From the Bench at Belvedere" (1995)
- "What's In The Box (1996)
- "C'Mon Kids" (1996)
- "Ride The Tiger" (1997)
- "Free Huey" (1998)

EPs
- Kaleidoscope (1990)
- Every Heaven (1991)
- Boo Up! (1991)
- Adrenalin (1992)
- Boo! Forever (1992)